# Deževna doba
Deževna doba, ponekod znana tudi kot monsunska doba, je del leta, v katerem pada večina letne količine dežja v določeni regiji sveta. Običajno traja vsaj en mesec. Območja, kjer se izmenjujeta izrazitejši sušna in deževna doba, so posejana po delih tropov in subtropov.
Po Köppnovi podnebni klasifikaciji za tropsko podnebje je mesec deževne dobe opredeljen kot mesec, v katerem znaša povprečna količina padavin vsaj 60 mm. Kjer je deževna doba v toplem delu leta (poleti), so padavine večinoma pozno popoldne in zgodaj zvečer. Takrat se izboljšata kakovost zraka in sladke vode, tudi rastje poganja, kar kasneje v letu omogoči pridelek. Po drugi strani lahko reke poplavljajo in nekatere živali se umaknejo v višje ležeče predele. Voda izpira hranila iz prsti in povečana je erozija. Poveča se tudi pojavnost tropskih bolezni. Avtohtono živalstvo je prilagojeno na razmere, pri ljudeh pa lahko pride do pomanjkanja hrane, saj v predhodni sušni dobi pridelek še ni dozorel. Med deževno dobo se lahko sadijo kasava, koruza, arašidi, proso, riž in jam.
Poletna deževna doba je značilna za območja s tropskim savanskim in monsunskim podnebjem, medtem ko imajo območja s sredozemskim podnebjem deževne zime in suha poletja. Območja, kjer rastejo tropski deževni gozdovi, nimajo delitve na sušne in deževne dobe, tam so padavine enakomerno razporejene čez vse leto.